# Liste des beys du Magne
Cette page dresse la liste des beys du Magne.
En difficulté face aux Grecs durant la Guerre de Morée (1684-1699), l'Empire ottoman nomme, en 1689, le pirate maniote Limberákis Gerakáris bey de la péninsule du Magne (dans le Péloponnèse). Cependant, l'infidélité de Gerakáris lui vaut d'être démis et il est finalement emprisonné par ses alliés vénitiens en 1697. Le beylicat est alors aboli et le Magne est placé, comme le reste de la Grèce, sous domination directe des Turcs.
En 1776, une nouvelle révolte des Maniotes conduit l'Empire ottoman à rendre son autonomie au Magne. En un peu moins d'un demi-siècle, huit beys (ou capétans) chrétiens sont ainsi nommés à la tête de la région. Le dernier bey, Petros Mavromichalis, participe cependant à la guerre d'indépendance grecque, qui conduit au rattachement du Magne au tout nouveau royaume de Grèce.

## Liste des beys
- 1686-1697 : Limberákis Gerakáris

- 1776-1779 : Tzanetos Koutipharis (el)
- 1779-1782 : Michaelbey Troupakis
- 1782-1796 : Zanetbey Kapetanakis Grigorakis
- 1796-1801 : Panagiotis Koumoundouros (grand-père d'Alexandros Koumoundouros)
- 1801-1808 : Antonbey Grigorakis (el)
- 1808-1810 : Zervobey
- 1810-1815 : Thodorbey Zanetakis
- 1815-1821 : Petrobey Mavromichalis

## Source
- (en) Patrick Leigh Fermor, Mani, voyages dans le sud du Péloponnèse, John Murray, 1958, p. 48.